# Бабушкина пицца
Бабушкина пицца (англ. Grandma pizza) — особая тонкая прямоугольная пицца, присущая Лонг-Айленду, штат Нью-Йорк. Обычно покрытая сыром и томатным соусом, она напоминает пиццу, которую пекут дома итальянские домохозяйки, у которых не было печи для пиццы. Пиццу часто сравнивают с сицилийской пиццей.
Бабушкина пицца обычно имеет прямоугольную форму, сыр кладут перед томатным соусом, запекают на противне в домашней духовке и нарезают на небольшие квадраты.

## История
Истоки бабушкиной пиццы можно проследить до начала XX века, когда иммигранты из южной Италии разработали пиццу, которую можно было готовить дома из простых ингредиентов со стандартным американским кухонным оборудованием (включая стандартную кухонную духовку и противень) .  Из-за скромного рецепта такого пирога его прозвали «бабушкиной пиццей», поскольку его в основном готовили иммигранты в первом поколении на их собственных кухнях.
Несмотря на то, что термин «бабушкина пицца» существовал на протяжении нескольких поколений, он был малоизвестен за пределами Лонг-Айленда. Примерно в 1994 году Умберто Кортео представил «Пиццу сицилийской бабушки» в своих пиццериях на Лонг-Айленде; в отличие от типичной сицилийской пиццы с толстой корочкой, у его сицилийской пиццы бабушки была более тонкая корочка, хотя и не такая тонкая, как неаполитанская. Через несколько лет «бабушкина пицца» стала рекламироваться другими ресторанами Лонг-Айленда.
К концу 2000-х - началу 2010-х годов название прижилось, и многочисленные пиццерии начали её предлагать.
Вместо того, чтобы быть уничижительным, название указывает как на уважение к традициям, так и на простую деревенскую пиццу, которую едят дома в детстве.